# Darja Wladimirowna Kondakowa
Darja Wladimirowna Kondakowa (russisch Дарья Владимировна Кондакова; * 30. Juli 1991 in Sotschi, Sowjetunion) ist eine ehemalige russische rhythmische Sportgymnastin. Zu ihren größten Erfolgen gehören zwei Gold- (Mannschaft, Seil) und drei Silbermedaillen bei der Sportgymnastik-Weltmeisterschaft 2010 in Moskau (Mehrkampf, Reifen und Band) und eine bei der Europameisterschaft 2010. Bekannt ist sie vor allem für ihre Eleganz, insbesondere mit dem Band, und hat einen Werbevertrag mit dem Schweizer Uhrenhersteller Longines.

## Sportliche Laufbahn
Kondakowa begann mit der Rhythmischen Sportgymnastik in ihrer Heimatstadt Sotschi. Von dort zog sie 2005 nach Dmitrow bei Moskau. 2006 gewann sie mit 15 die internationale Juniorenmeisterschaft mit einer Übung am Band, was ihr erster internationaler Erfolg war. 2009 wurde sie am Band russische Meisterin und errang mit dem russischen Team im gleichen Jahr die Goldmedaille im Teamwettkampf der WM. Dies war ihr größter Erfolg bis zur WM 2010, bei der sie sich endgültig in der ersten Reihe der russischen Spitzenturnerinnen etablierte. Bei den Weltmeisterschaften 2011 errang sie in allen Einzelgeräten die Silbermedaille, stets hinter ihrer damals in der Gymnastikwelt dominierenden Mannschaftskameradin Jewgenija Kanajewa. Kondakowa galt auf dem Höhepunkt ihrer Karriere als zweitbeste Sportgymnastin der Welt. 2012 musste sie wegen einer Knieverletzung länger pausieren und nahm deshalb nicht an den Olympischen Spielen teil. Anfang 2013 erklärte sie aufgrund ihrer Verletzung den endgültigen Rücktritt von ihrer aktiven Sport-Laufbahn.